# Schinziophyton rautanenii
Schinziophyton rautanenii är en törelväxtart som först beskrevs av Schinz, och fick sitt nu gällande namn av Radcl.-sm.. Schinziophyton rautanenii ingår i släktet Schinziophyton och familjen törelväxter. Inga underarter finns listade i Catalogue of Life.

## Bildgalleri

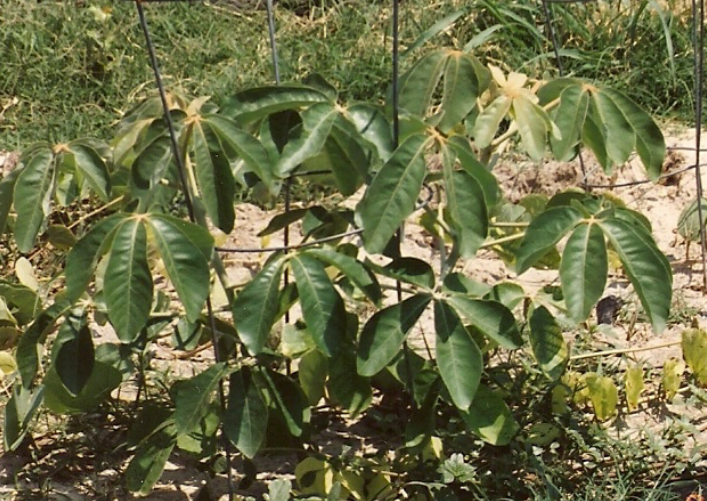